# 热宗库尔
热宗库尔（法語：Gézoncourt，法語發音：[ʒezɔ̃kuʁ]）是法国默尔特-摩泽尔省的一个市镇，属于图勒区。

## 地理
热宗库尔（48°50'15"N, 5°59'42"E）面积5.34 平方千米，位于法国大東部大區默尔特-摩泽尔省，该省份为法国东北部内陆省份，是洛林的一部分，北邻比利时、卢森堡，北起顺时针与摩泽尔省、下莱茵省、孚日省和默兹省接壤。
与热宗库尔接壤的市镇（或旧市镇、城区）包括：蒙托维尔、多梅夫尔昂艾、格里斯库尔、热赞维尔、马尔坦库尔、罗热维尔、维莱昂艾。

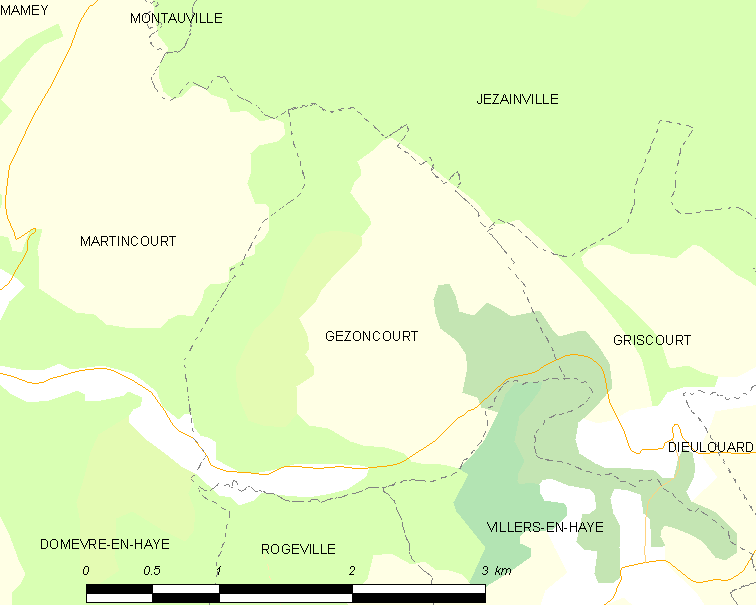
热宗库尔的OSM定位图

热宗库尔的时区为UTC+01:00、UTC+02:00（夏令时）。

## 行政
热宗库尔的邮政编码为54380，INSEE市镇编码为54225。

## 政治
热宗库尔所属的省级选区为北图卢瓦县。

## 人口

1962-2008年间热宗库尔人口变化图示

热宗库尔于2022年1月1日时的人口数量为183人。